# Untrapped
Untrapped è il decimo album in studio del rapper statunitense Yo Gotti, pubblicato il 31 gennaio 2020.

## Tracce
1. Trapped – 2:24 (Mario Mims, Bishop Charles Lyles, Fred Washington, Nicholas Warwar, Tarik Azzouz)
2. Know Yo Worth – 3:40 (Mario Mims)
3. H.O.E. (Heaven on Earth) – 3:12 (Mario Mims, Lamont Porter, Mark Davon)
4. More Ready Than Ever – 3:56 (Mario Mims, Nicholas Warwar, Tarik Azzouz)
5. Like That (feat. A Boogie wit da Hoodie & Ty Dolla Sign) – 3:27 (Mario Mims, Artist Dubose, Tyrone William Griffin Jr., Brian D. Pickens, Damian Aubrey, Gamal Lewis, Mark Hudson)
6. Put a Date on It (feat. Lil Baby) – 3:15 (Mario Mims, Dominique Jones, June James, Ramiro Morales)
7. They Ain't Want Me to Know – 2:55 (Mario Mims)
8. Pose (feat. Lil Uzi Vert & Megan Thee Stallion) – 3:46 (Mario Mims, Symere Woods, Megan Pete, Benjamin Diehl, Jason Silber, Julian Bohorquez, Salomon Naar)
9. Weekend (feat. Moneybagg Yo) – 3:08 (Mario Mims)
10. Dopechella (feat. Rick Ross) – 4:26 (Mario Mims, Joshua Luellens, Kevin Gomringer, Tim Gomringer)
11. Battle (feat. Blac Youngsta) – 3:00 (Mario Mims, Adarius Moragne, Damian Aubrey, Samuel Gloade)
12. Bounce That – 3:24 (Mario Mims, Adam Pigott, Brytavious Chambers, Damian Aubrey, Denaro Love, IV Beats)
13. Big Homie Rules – 4:54 (Mario Mims, Damian Aubrey, Darryl Pearson, Khirye Tyler, Larrance Dopson)
14. Untrapped (feat. Estelle) – 4:04 (Mario Mims, Nicholas Warwar, Tarik Azzouz)
15. Pose (feat. Lil Uzi Vert) (Bonus track) – 2:50 (Mario Mims, Symere Woods, Benjamin Diehl, Jason Silber, Julian Bohorquez, Salomon Naar)

## Classifiche
| Classifica (2020) | Posizione massima |
| ----------------- | ----------------- |
| Stati Uniti       | 10                |